# Reisen im Licht der Sterne
Reisen im Licht der Sterne ist ein 2005 verfasstes Buch des Schweizer Schriftstellers Alex Capus.
Es wartet mit der überraschenden These auf, dass Robert Louis Stevenson, Autor des berühmten Abenteuerromans Die Schatzinsel, möglicherweise ein solches Eiland gekannt und dessen Schatz ausgebeutet hat, und dass er dieses Geheimnis und die Beute nur mit seinem „Clan“ teilte, mit dem er die letzten fünf Jahre seines Lebens auf Samoa verbrachte – unweit der Insel Tafahi, niederländisch „Cocos Eylandt“. Diese Kokosinsel nun, so eine weitere These des Buches, könnte diejenige gewesen sein, auf der der sagenhafte Kirchenschatz von Lima tatsächlich vergraben wurde (nach einer Drift ähnlich der der Kon-Tiki von Thor Heyerdahl) – und nicht auf der sehr viel bekannteren Kokos-Insel vor Costa Rica, wo Heerscharen von Abenteurern fast 200 Jahre lang vergeblich suchten. Diese Thesen werden durch eine Fülle weiterer Indizien gestützt, z. B. die, dass der passionierte Südseefahrer und -schriftsteller Stevenson ausgerechnet „seine“ Kokosinsel Tafahi nie mit einer Silbe erwähnte; dass sein Schicksal – insbesondere sein plötzlicher, rätselhafter Reichtum – verdächtige Ähnlichkeit hat mit dem von Keawe, dem Helden seiner Erzählung Der Flaschenteufel; und dass sein vermeintliches Wohlbefinden auf Samoa – Stevenson litt seit seiner Jugend an Tuberkulose – ebenso eine von ihm gezielt geschaffene Legende ist wie das angeblich harmonische Zusammenleben mit seinem „Clan“. Capus stützt seine Thesen auf Recherchen von Walter Hurni.
Als Genrebezeichnung für dieses Werk trifft vielleicht am ehesten das englische Faction zu. Der Autor befasst sich zwar mit realen Personen und Ereignissen, tut dies aber mehr erzählend als wissenschaftlich-sachlich; seine Thesen sind allem Anschein nach ernst gemeint und werden dennoch nicht mit dem Anspruch vorgetragen, einen „wasserdichten“ Nachweis zu präsentieren. Das Buch trägt daher auch den Untertitel „Eine Vermutung“.
Der TV-Sender ProSieben griff anlässlich der Eigenverfilmung von Die Schatzinsel Capus’ angebliche wissenschaftliche Ergebnisse auf, stellte aber keinesfalls den fiktionalen Anteil hervor, sondern stellte die gesamte Untersuchung als Wahrheit dar.

## Ausgaben
- Alex Capus: Reisen im Licht der Sterne. Eine Vermutung. Albrecht Knaus Verlag, München 2005, ISBN 978-3-8135-0251-0 (gebundene Erstauflage)
- Alex Capus: Reisen im Licht der Sterne. Eine Vermutung. btb, München 2007, ISBN 978-3-442-73659-1 (Taschenbuch)
- Alex Capus: Reisen im Licht der Sterne. Random House Audio, Köln 2007, ISBN 978-3-86604-593-4 (Hörbuch, gesprochen von Dieter Moor)